# Baguio
Baguio (en anglès, City of Baguio; en ilocà, Ciudad ti Baguio; en filipí, Lungsod ng Baguio) és una ciutat altament urbanitzada del nord de l'illa de Luzon, a les Filipines. Baguio fou establerta pels estatunidencs el 1900, al lloc a on hi havia el poblat ibaloi conegut com a Kafagway. Fou designada per la Philippine Commission com la Capital d'Estiu de les Filipines l'1 de juny del 1903 i fou considerada com a ciutat per l'Assemblea de les Filipines l'1 de setembre del 1909. Baguio és la seu del govern de la Regió Administrativa de la Cordillera.
El nom de la ciutat deriva de la paraula bagiw (en ibaloi, la llengua indígena de la zona) que significava molsa. Baguio ha esdevingut la capital econòmica i educativa del nord de Luzon.
Segons el cens del 2015, Baguio tenia 345.366 habitants.
La ciutat de Baguio va celebrar el seu centenari l'1 de setembre del 2009.

## Història
La regió on s'aixeca Baguio fou habitada per primera vegada pels pobles kankana-eys i ibalois. Els espanyols van establir una comandància a prop de la ciutat de La Trinidad, a Benguet.
El 1901 treballadors japonesos i filipins van construir la Kennon Road. A l'1 de setembre del 1909 es va declarar Baguio com a ciutat. L'arquitecte estatunidenc Daniel Burnham feu els plànols de la ciutat el 1904. El 1903 va esdevenir capital d'estiu de les Filipines i s'hi construí la residència d'estiu del governador general estatunidenc de les filipines.
El 26 d'abril del 1945 tropes filipines i estatunidenques van entrar a la ciutat per a lluitar contra les tropes imperials japoneses que estaven liderades pel general Tomoyuki Yamashita i va començar la batalla per a l'alliberació de Baguio durant la Segona Guerra Mundial. Baguio era la capital del General Tomoyuki Yamashita i és a on les Forces Armades Imperials Japoneses es van rendir a les autoritats estatunidenques, al Camp John Hay, el 3 de setembre del 1945, cosa que va marcar el final de la Segona Guerra Mundial.
El 16 de juny del 1990, la ciutat de Baguio va patir un terratrèmol de 7,8ms va destruir la ciutat. Molts edificis i infraestructures foren molt afectats i es van perdre moltes vides. Fou reconstruïda amb ajuda del govern nacional i de donants internacionals.

## Geografia i climatologia

### Geografia
Baguio està situada a 1.500 metres per damunt del nivell del mar, a la Cordillera Central, al nord de l'illa de Luzon. El terme municipal està envoltat per la província de Benguet i cobreix una superfície de 57,5 km². És la més alta de les ciutats importants de les Filipines.

### Clima
Baguio té un clima atlàntic segons la Classificació climàtica de Köppen. Té un clima temperat i per això es coneix com la «capital d'estiu de les Filipines». A causa de la seva altitud, la temperatura de la ciutat és 8 °C menor a la resta del país. Les seves temperatures oscil·len entre els 15 i els 23 °C. La temperatura màxima detectada va ser de 30.4 graus el 15 de març del 1988 durant l'estació de El Niño.
Com altres ciutats amb el clima atlàntic, Baguio té menys precipitacions duran els mesos menys calorosos. I té més precipitació entre juliol i agost, quan hi plou més de 1000 mm. Baguio té més de 4500 mm de precipitacions anuals.
| Dades climàtiques a Baguio          | Dades climàtiques a Baguio | Dades climàtiques a Baguio | Dades climàtiques a Baguio | Dades climàtiques a Baguio | Dades climàtiques a Baguio | Dades climàtiques a Baguio | Dades climàtiques a Baguio | Dades climàtiques a Baguio | Dades climàtiques a Baguio | Dades climàtiques a Baguio | Dades climàtiques a Baguio | Dades climàtiques a Baguio | Dades climàtiques a Baguio |
| Mes                                 | gen                        | febr                       | març                       | abr                        | maig                       | juny                       | jul                        | ag                         | set                        | oct                        | nov                        | des                        | anual                      |
| ----------------------------------- | -------------------------- | -------------------------- | -------------------------- | -------------------------- | -------------------------- | -------------------------- | -------------------------- | -------------------------- | -------------------------- | -------------------------- | -------------------------- | -------------------------- | -------------------------- |
| Màxima mitjana °C (°F)              | 22.6 (72.7)                | 23.6 (74.5)                | 24.7 (76.5)                | 25.1 (77.2)                | 24.6 (76.3)                | 23.6 (74.5)                | 23.0 (73.4)                | 22.0 (71.6)                | 22.9 (73.2)                | 23.5 (74.3)                | 23.2 (73.8)                | 22.8 (73)                  | 23.47 (74.25)              |
| Mitjana diària °C (°F)              | 17.8 (64)                  | 18.4 (65.1)                | 19.6 (67.3)                | 20.4 (68.7)                | 20.5 (68.9)                | 20.0 (68)                  | 19.6 (67.3)                | 18.9 (66)                  | 19.3 (66.7)                | 19.5 (67.1)                | 19.0 (66.2)                | 18.4 (65.1)                | 19.28 (66.7)               |
| Mínima mitjana °C (°F)              | 12.9 (55.2)                | 13.1 (55.6)                | 14.3 (57.7)                | 15.5 (59.9)                | 16.2 (61.2)                | 16.2 (61.2)                | 16.0 (60.8)                | 15.9 (60.6)                | 15.7 (60.3)                | 15.4 (59.7)                | 14.8 (58.6)                | 14.0 (57.2)                | 15 (59)                    |
| Pluja mitjana mm (polzades)         | 12.1 (0.476)               | 35.8 (1.409)               | 55.9 (2.201)               | 102.9 (4.051)              | 331.1 (13.035)             | 480.6 (18.921)             | 670.8 (26.409)             | 847.9 (33.382)             | 582.3 (22.925)             | 262.4 (10.331)             | 152.3 (5.996)              | 28.8 (1.134)               | 3.562,9 (140,27)           |
| Mitjana de dies de pluja (≥ 0.1 mm) | 4                          | 2                          | 4                          | 9                          | 19                         | 22                         | 26                         | 27                         | 25                         | 17                         | 9                          | 5                          | 169                        |
| Humitat relativa mitjana (%)        | 80                         | 78                         | 78                         | 80                         | 86                         | 88                         | 90                         | 92                         | 90                         | 87                         | 83                         | 80                         | 84                         |
| Font: PAGASA                        |                            |                            |                            |                            |                            |                            |                            |                            |                            |                            |                            |                            |                            |

## Govern
La ciutat de Baguio està governada per un alcalde, un tinent d'alcalde i dotze regidors. És una ciutat independent i no està sota la jurisdicció de la província de Benguet, de la qual forma part.
L'actual alcalde de Baguio és Mauricio Domogan i Bernardo Vergara és el congressista que representa la ciutat al congrés.

### Barangays
Banguio City està subdividida en 129 barangays.

## Transports
La ciutat de Baguio té l'aeroport de Loakan. La principal aerolínia que hi opera és Sky Pasada i l'uneix amb les destinacions de Caticlan, Cauayan, Manila i Tuguegarao.
La ciutat té tres carreteres principals: la Kennon Road, l'Aspiras-Palispis Highway (formalment Marcos Highway) i la Naguilian Road (o Quirino Highway). La primera la uneix amb la ciutat de Rosario), a la província de La Union). L'Aspiras Highway comença a Agoo (La Union) i connecta amb la Palispis Highway. I la carretera de Naguilian comença a Bauang (La Union).
Entre Baguio i Manila hi ha uns 250 km i unes sis hores de distància.
Des de Baguio també es pot anar cap a la província de Nueva Vizcaya i cap al nord de la Regió Administrativa de la Cordillera.
Hi ha transport públic que uneix Baguio amb Manila i Luzon Central, així com amb Pangasinan, La Union i la regió d'Ilocos.

## Turisme
El turisme és una de les principals indústries de Baguio. Això és degut a les seves temperatures temperades. A més a més, durant l'estació càlida, sobretot durant la Setmana Santa, hi ha turistes de tot el país que visiten la ciutat i el nombre d'habitants es dobla. Hi ha uns 80 hotels a la ciutat que poden acomodar a aquestes persones.
Les festes locals, com el Festival Panagbenga que dura tot el mes de febrer, també atrau a molts turistes.

### Atraccions turístiques
- El cap del lleó. Construït el 1972. Un cap de lleó de 40 peus de grandària.
- El Llogarret Tam-awan. Poble artificial fundat el 1998 que simula una població indígena. També funciona com a lloc d'exposicions.
- Philippine Military Academy.
- Mansion House. Residència oficial del President de les Filipines. L'entrada és restringida. La Mansió ha acollit moltes conferències internacional i té una oficina de treball del president quan visita la ciutat.
- Camp John Hay. Camp d'esbarjo estatunidenc.
- Wright Park.
- Mines View Park.
- Baguio Sunshine Park.
- Burnham Park.
- Baguio-Mountain Provinces Museum. Sobre l'herència de les poblacions de la cordillera.
- SLU - Saint Louis University Museum. També mostra l'herència de la cordillera.
- Ifugao Woodcarvers Village. Poblat ifugao amb les cases de fusta tradicionals.
- Mt. Sto. Tomas i Mt. Kabuyao. Muntanyes amb panoràmiques sobre la ciutat.
- Our Lady of Atonement Cathedral, la Catedral de Baguio.
- Baguio Grand Mosque.
- Baguio City Market.

## Educació

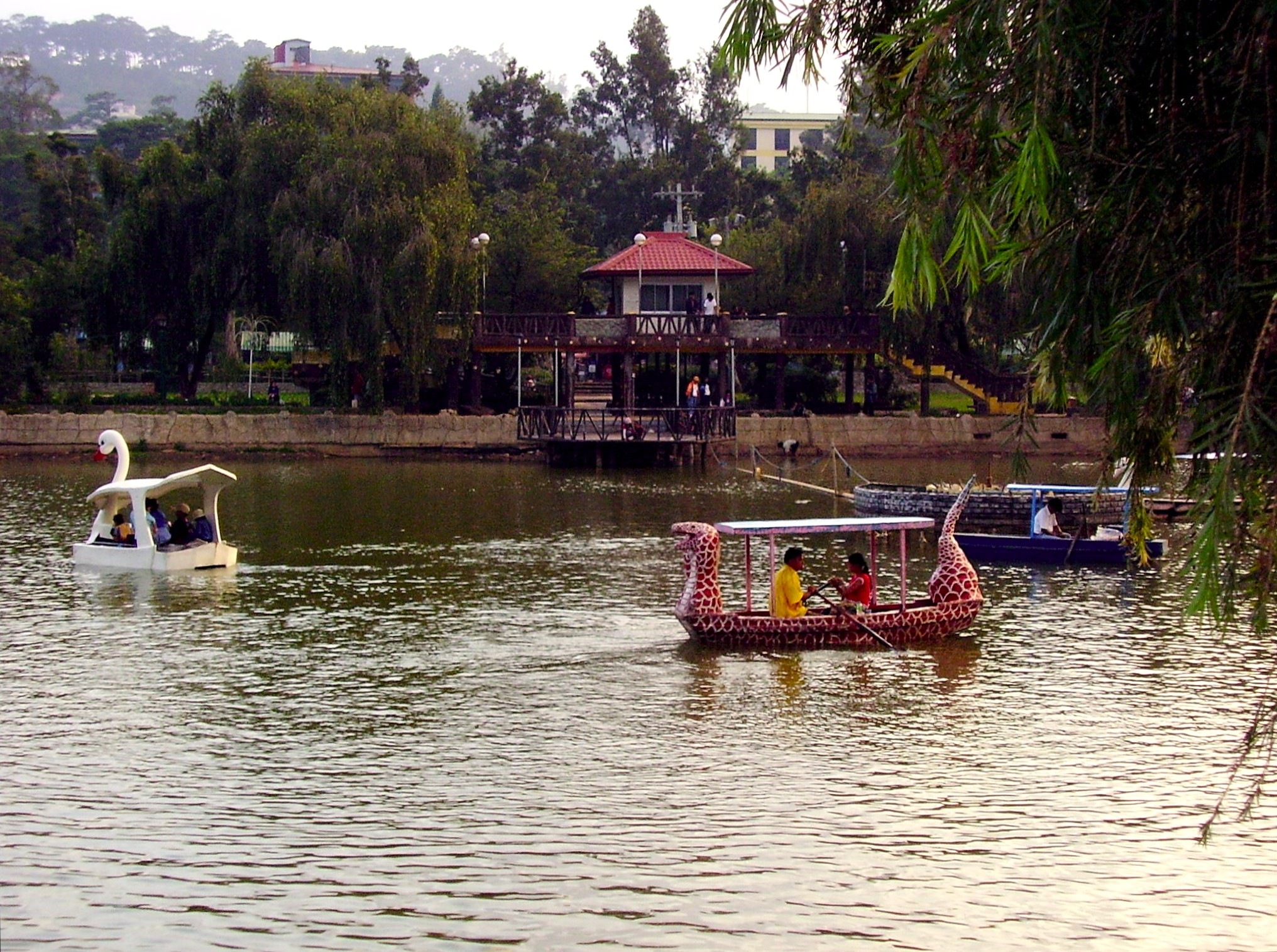
Burnham Park

Baguio és una ciutat universitària. L'any 2007 tenia 141.088 estudiants. És el centre educatiu del nord de l'illa de Luzon. Té vuit institucions d'estudis superiors.
- Brent International School of Baguio.
- University of the Philippines Baguio (U.P. Baguio). La universitat nacional de les Filipines. És reconeguda internacionalment pels seus estudis ètnics sobre les poblacions de la Cordillera.
- Philippine Military Academy. Escola nacional pels oficials de l'exèrcit.
- Saint Louis University, Baguio City. Establerta el 1911 pels missioners. Ha esdevingut la universitat més gran de la zona.[7]
- University of Baguio, fundada el 1948.[8]
- University of the Cordilleras. Formalment, Baguio Colleges Foundation, establerta el 1948.
- Baguio Central University, formalment Lyceum of Baguio. Des del 1945.
- Pines City Colleges. Des del 1969. Enfermeria i medicina.
- Easter College. Establerta pels missioners episcopals el 1906.[9]

### Altres institucions d'estudis superiors
- STI College, Baguio
- Data Center, Baguio
- Baguio College of Technology
- AMA Computer College
- Baguio School of Business and Technology
- Philippine Public Safety College
- Philippine Women's University
- Meridian Paramedical & Tech Inst
- NIIT Baguio
- Women's Vocational Institute
- San Pablo Major Seminary
- Philippine Baptist Theological Seminary establert el 1954.
- Asia Pacific Theological Seminary, fundat el1964 a Manila transferit a Baguio el 1986.
- Lutheran Theological Seminary, establert a Manila el 1955 i traslladat a Baguio el 1986. Luterà.
- Al-Maarif Educational Center

### Escoles internacionals (nivell primari o secundari)
- Brent International School, fundada el mateix any de la fundació de la ciutat per als fills dels estatunidencs.
- Monticello International School
- Educare International School
- Remnant International School
- Union School International